# 乔尔纳亚河 (黑海)
44°28′N 33°51′E / 44.467°N 33.850°E

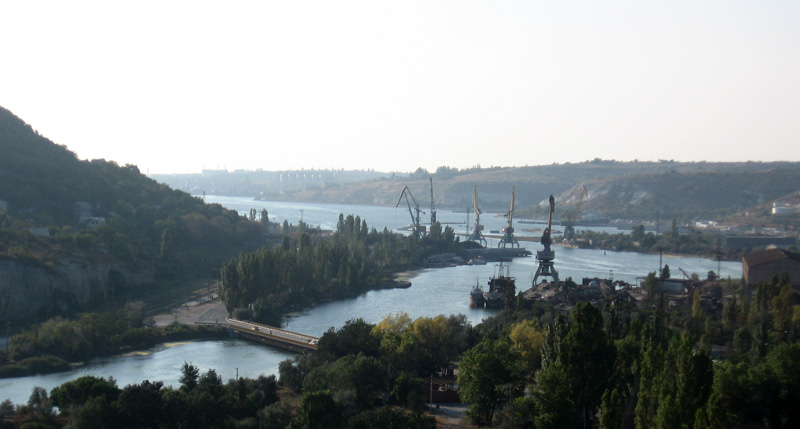

喬爾納河（俄语：Чёрная），是俄羅斯的河流，位於克里米亞西南部，最終注入塞瓦斯托波爾灣，河口處在因克爾曼，河道全長35公里，流域面積427平方公里。